# Complexo Vulcânico Monte Edziza

O Complexo Vulcânico Monte Edziza é um amplo e potencialmente ativo complexo vulcânico localizado no Canadá, a noroeste da Colúmbia Britânica.

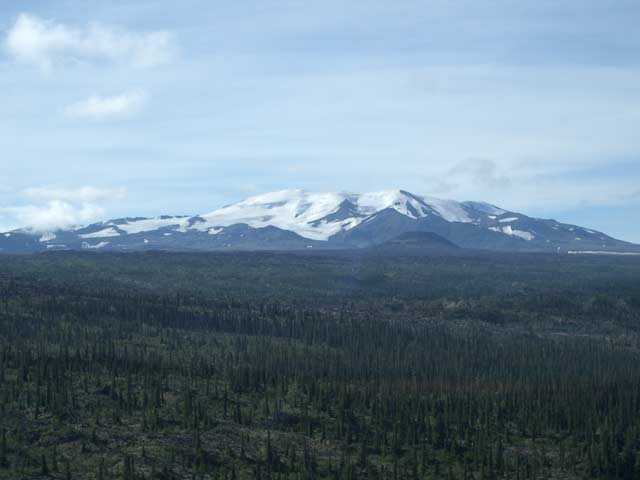
O Monte Edziza é um dos principais vulcões do Complexo Vulcânico Monte Edziza.